# 云田站
雲田站（朝鲜语：／ Unjŏn yŏk */?）是朝鮮民主主義人民共和國平安北道云田郡的一個鐵路車站，属于平义线。

## 邻近车站
平义线
孟中里站 - 雲田站 - 雲岩站